# Franciotto Orsini
Franciotto Orsini (ur. w 1473 w Rzymie, zm. 10 stycznia 1534 tamże) – włoski kardynał.

## Życiorys
Urodził się w 1473 roku w Rzymie, jako syn Orso Orsiniego di Monteredondo i Costanza Savelli. Wziął udział w kilku inicjatywach wojskowych i walczył przeciwko Cesarowi Borgii. Poślubił Violante Orsini di Mugnano i miał z nią pięcioro dzieci: Costanza, Ottavia, Orsa, Clarice i Cecilię. Po śmierci żony, postanowił wstąpić do stanu duchownego i został protonotariuszem apostolskim. 1 lipca 1517 roku został kreowany kardynałem diakonem i otrzymał diakonię San Giorgio in Velabro. Nigdy nie przyjął sakry jednak pełnił rolę administratora apostolskiego kilku diecezji, m.in. Nicastro, Bojano, Fréjus i Rimini. W latach 1520–1530 pełnił funkcję archiprezbitera bazyliki watykańskiej. Zmarł 10 stycznia 1534 roku w Rzymie.